# 鼠輸送
鼠輸送（ねずみゆそう）とは、太平洋戦争中に大日本帝国海軍が行った駆逐艦による輸送作戦の、当時の軍内部での俗称。
アメリカ軍に制空権を奪われた後、ガダルカナル島への増援部隊輸送・物資補給が低速の輸送船で行えなくなったために、高速の駆逐艦を利用して行った輸送方法を、前線部隊が揶揄して名付けた。

## 概要

### 背景

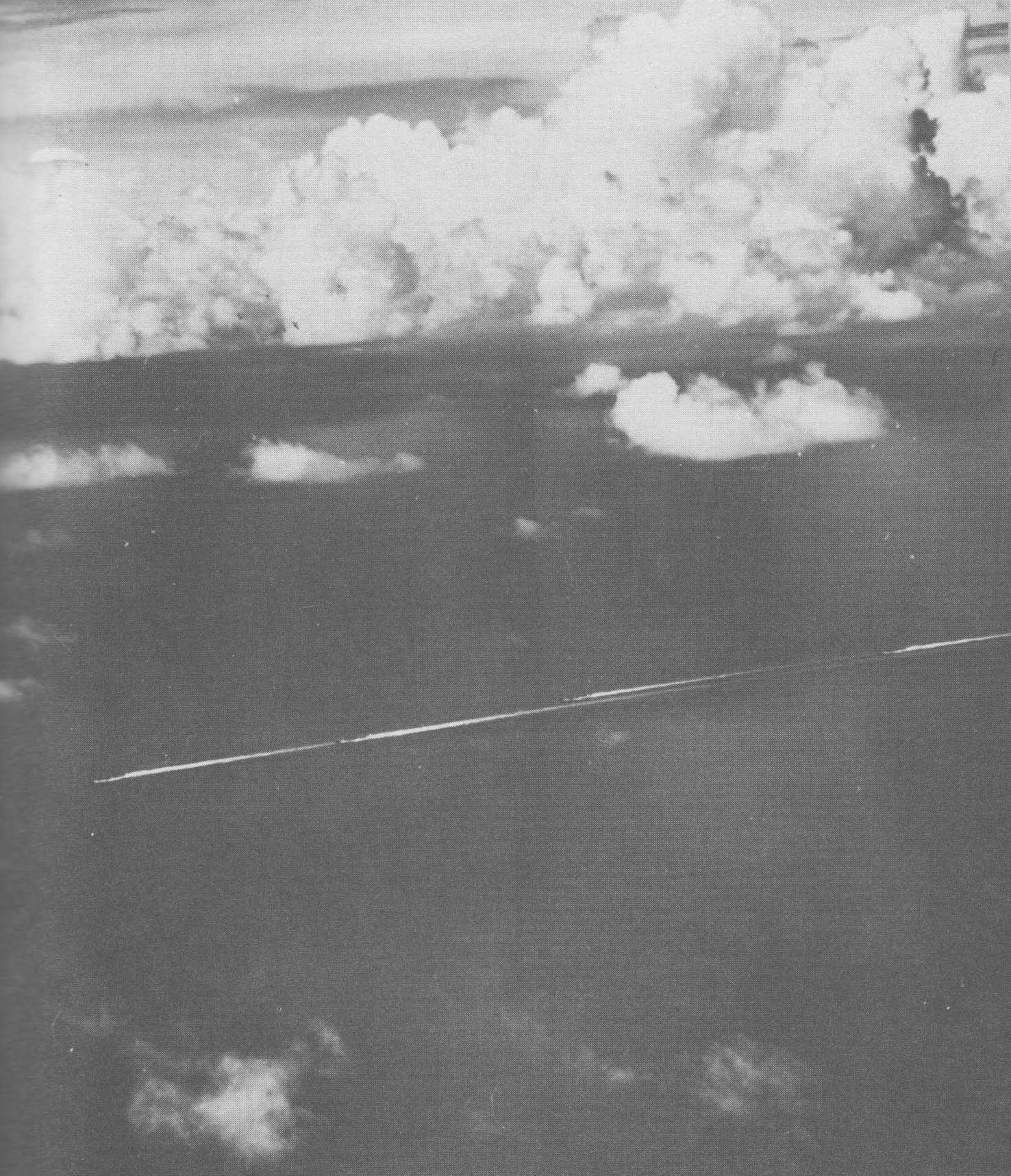
『コースト・ウォッチャーズ・オブ・ソロモンズ』に掲載された、鼠輸送任務からの帰途に就く駆逐艦隊。

1942年8月7日の連合国軍のガダルカナル島奇襲上陸を受けて、日本海軍は陸軍に協力を求め、陸軍の一木支隊および海軍陸戦隊が急派されることとなった。少しでも早期の反撃のため、一木支隊のうち第1梯団（900名）と陸戦隊の一部は駆逐艦で高速輸送されることとなった。まず陸戦隊1個中隊が、8月16日に駆逐艦追風でガダルカナル島へ上陸。次いで一木支隊第1梯団も、輸送船で輸送する第2梯団約1000名と8月16日のトラック諸島出港後に分かれ、8月18日夜には第1梯団はガダルカナル島タイボ岬に上陸を完了した。これが、鼠輸送の先駆けとなった。
もっとも連合艦隊司令部は、駆逐艦は酸素魚雷と共に、来る米国太平洋艦隊との艦隊決戦における漸減作戦の重要な戦力として位置づけていたため、当初は駆逐艦による輸送は急場しのぎの一時的なものと考えていた。そのため、続く増援部隊の川口支隊や青葉支隊は、一木支隊の第2梯団同様に護送船団による方針であった。
しかし、一木支隊第2梯団の輸送船団は輸送船1隻などを撃沈されて退却し、第二次ソロモン海戦の敗北で川口支隊の船団輸送も中止に追い込まれた。一方、同時期の駆逐艦による小規模な補給や地上砲撃は、一応の成功を収めていた。こうして、確実にガダルカナル島に兵力を送り込む手段としては、夜間に高速を利用した駆逐艦輸送以外には頼る術がないことが明らかとなり、8月25日には海軍が川口支隊の駆逐艦輸送を提案。以後は鼠輸送が大々的に行われることとなった。

### 「鼠輸送」部隊の編制
輸送を担当する駆逐艦と、護衛を担当する駆逐艦によって構成された。前者は、物資搭載のために魚雷などの武装を降ろしていた。規模は、輸送担当2隻に護衛担当1隻といった小規模なものから、軽巡洋艦を旗艦とした水雷戦隊全体の約10隻といった大規模なものまであった。

### 命名の由来
当初、艦艇輸送・駆逐艦逐次輸送と称されたが、現地の第8艦隊には輸送任務は駆逐艦の本来任務ではないとする考えも根強くあり、夜になると盛んに動き出す様が「鼠に似ている」ということで鼠輸送と俗称されるようになった。また、駆逐艦乗務員は「マル通」と呼んだ。このように揶揄的な意味合いがあるためか、キスカ島撤退作戦については、同様に駆逐艦によって行われていても鼠輸送とは呼ばれない。
なお、大発動艇などの小型舟艇を利用した輸送作戦と潜水艦を利用した輸送作戦は、鼠輸送からの連想でそれぞれ「蟻輸送」、「土竜輸送」と呼ばれた。

## 輸送効率

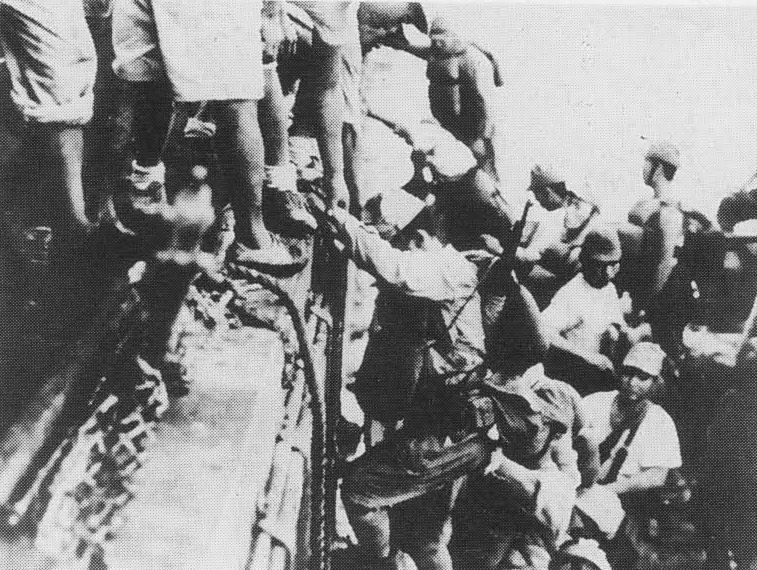
ガダルカナル島への鼠輸送のため駆逐艦に乗り込む将兵。

もともと輸送任務を想定していない駆逐艦なので、輸送効率は著しく低いものだった。貨物船を徴用した輸送船の場合、輸送能力は船舶1トン当たり概ね1トン程度で、一隻で数千トンを輸送でき、燃料消費量の点からも効率がよかったのに比べ、駆逐艦の場合は、大型の陽炎型でも排水量約2500トンに対し輸送量は15トン～20トン程度、完全武装の陸兵のみならば150名程度（当時の編成で1個中隊が120名だった）が限界であった。しかも、輸送船なら貨物用の大型クレーン類を有しているので戦車や重火器の輸送も可能なのに対し、駆逐艦では内火艇を上げ下ろしする程度の設備しかなく、分解した大砲を少数積むことが精一杯だった。
大発のような本格的な上陸用舟艇も積めないので、折畳舟と呼ばれた手漕ぎの小型上陸用舟艇に物資兵員を移して、駆逐艦の内火艇で曳航する方式がとられた。その余裕も無い場合には、ドラム缶等により防水包装された食料や弾薬を縄でつないで海上へ投棄し、現地部隊の大発が回収するという方法がとられたが、しばしば回収に失敗することがあった。
さらに、月明期（月齢15を中心とした前後2週間程度）には輸送に当たる駆逐艦が発見されやすくなるため利用できず、輸送計画が立てられないという兵站計画においては致命的な欠点があった。

## 結果と影響
ガダルカナル島の戦いの間、船団輸送は第2師団と第38師団主力 (約2,000名) の2度にとどまり、水上機母艦日進などによる艦艇輸送と舟艇輸送による約650名以外は一貫して「鼠輸送」で行われた。延べ350隻以上の駆逐艦が投入され、最大のものは、ガダルカナル島からの撤退作戦であるケ号作戦（1943年2月1〜7日）であった。輸送された人員は2万人以上にのぼる。
往路と復路はどうしても日中となり、連合軍機に発見されるとそのたびに被害を出した。そのため、連合艦隊はガダルカナル島作戦期間中の約半年間で駆逐艦14隻を失い、延べ63隻に損傷を受けた。これほどまでに損害が膨らんだ一因には、缶室か機械室のどちらかに浸水すると直ちに行動不能となる艦隊型駆逐艦の弱点があった。
このように多大な損害を出したものの、他に手段がない日本軍にとって鼠輸送は常套戦術とならざるをえず、ソロモン諸島・ニューギニア方面を中心に、制空権を失った前線拠点への部隊輸送には使用が続けられた。潜水艦など、駆逐艦以外の戦闘艦艇の輸送任務への使用も拡大した。
なお戦訓から、その後に建造された松型駆逐艦では、上陸用舟艇である小発の搭載が標準化され、生存性向上のため機関配置の変更がなされた。また1943年（昭和18年）には、輸送効率問題の解決策を盛り込んだ、鼠輸送専用艦というべき二種の輸送艦が計画建造されるに至った。艦尾にスロープをつけて大発を発進できるようにした一等輸送艦と、戦車揚陸艦タイプで直接接岸できる二等輸送艦である。

## 鼠輸送と戦闘
鼠輸送の日本駆逐艦部隊と、これを阻止しようとした連合軍水上部隊の間で、数次にわたり海戦が発生した。夜間活動を行う鼠輸送の特性上、一般に夜戦となった。ルンガ沖夜戦のように戦術的には夜戦を得意とした日本駆逐艦部隊がしばしば活躍した一方で、戦略目標である輸送任務には失敗するケースも見られた。連合軍艦艇のレーダー運用能力が向上すると、鼠輸送部隊は苦戦を強いられるようになっていった。
- ルンガ沖夜戦 - 米重巡4隻を撃沈破するが、輸送任務は中止。
- ビラ・スタンモーア夜戦 - 日本駆逐艦2隻が、レーダー射撃により一方的に全滅させられる。
- クラ湾夜戦 - 日本側旗艦が撃沈されながらも、輸送任務には成功。

その他、ソロモン海域での海戦の一覧は、 ソロモン諸島の戦いを参照。